# Metepec
Metepecⓘ – miasto w Meksyku, w stanie Meksyk. W 2005 liczyło 206 005 mieszkańców.

## Miasta partnerskie
- Tlaquepaque, Meksyk
- Villanueva de la Cañada, Hiszpania
- Trujillo, Peru